# Euphaea amphicyana
Euphaea amphicyana är en trollsländeart som beskrevs av Friedrich Ris 1930. Euphaea amphicyana ingår i släktet Euphaea och familjen Euphaeidae. IUCN kategoriserar arten globalt som livskraftig. Inga underarter finns listade i Catalogue of Life.